# Крещенский (Новосинецкое сельское поселение)
Крещенский — посёлок в Болховском районе Орловской области. Входит в состав Новосинецкого сельского поселения. Население — 9 чел. (2010).

## География
Посёлок находится в северной части Орловской области, в лесостепной зоне, в пределах центральной части Среднерусской возвышенности. Расположен рядом с посёлком Филипповский.
Географическое положение: в 11 километрах от районного центра — города Болхов, в 43 километрах от областного центра — города Орёл и в 286 километрах от столицы — Москвы.
Часовой пояс
Посёлок Крещенский, как и вся Орловская область, находится в часовой зоне МСК (московское время). Смещение применяемого времени относительно UTC составляет +3:00.
Климат близок к умеренно-холодному, количество осадков является значительным, с осадками даже в засушливый месяц. Среднегодовая норма осадков — 627 мм. Среднегодовая температура воздуха в Болховском районе — 5,1 °C.

## Население
Проживают (на 2017—2018 гг.) 11 жителей, 1 чел. — от 18 до 30 лет, 3 чел. — от 30 до 50 лет, 3 чел. — от 50 до 60 лет и 4 чел. — старше 60 лет.
| 2010 |
| ---- |
| 9    |

Гендерный состав
По данным Всероссийской переписи населения 2010 года в гендерной структуре населения мужчины составляют 55,6 % (5 чел.), а женщины — 44,4 % (4 чел.).

## Инфраструктура
Нет данных.

## Транспорт
Просёлочные дороги.